# Sympetalandra unijuga
Sympetalandra unijuga là một loài thực vật có hoa trong họ Đậu. Loài này được (Airy Shaw) Steenis miêu tả khoa học đầu tiên năm 1975.